# Mimostedes affinis
Mimostedes affinis là một loài bọ cánh cứng trong họ Cerambycidae.